# Laphria maynei
Laphria maynei är en tvåvingeart som beskrevs av Emile Janssens 1953. Laphria maynei ingår i släktet Laphria och familjen rovflugor.
Artens utbredningsområde är Kongo. Inga underarter finns listade i Catalogue of Life.